# Diseño generativo

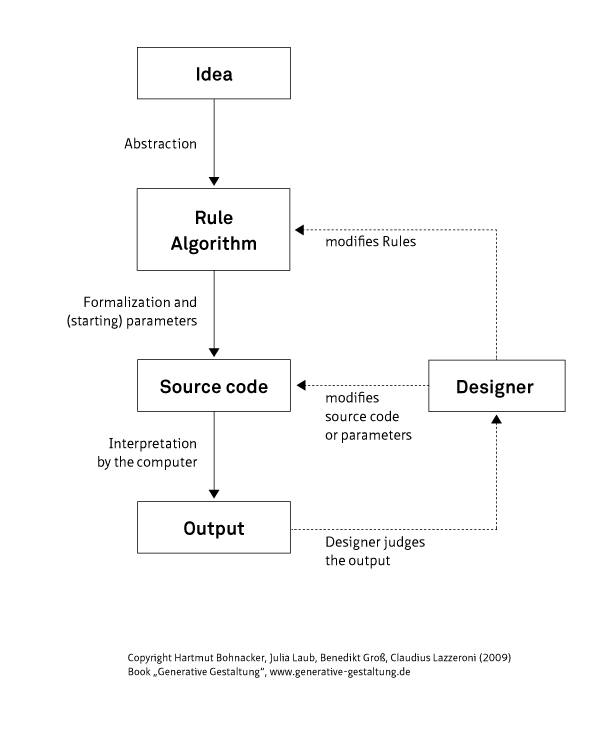
Proceso para crear diseño generativo

El diseño generativo es una Herramienta de innovación, una nueva forma de abordar la manera en que se construye  y se crea el mundo a nuestro alrededor. Es una herramienta que ha venido tomando mucha fuerza en campos como la ingeniería, el arte, la arquitectura y el Diseño. Es un proceso de búsqueda de formas que puede imitar el enfoque evolutivo de la naturaleza para el diseño. Puede comenzar con objetivos de diseño y luego explorar innumerables posibles permutaciones de una solución para encontrar la mejor opción. Mediante el uso de la computación en la nube, el diseño generativo puede recorrer miles o incluso millones de opciones de diseño, probar configuraciones y aprender de cada iteración qué funciona y qué no. El proceso puede permitir a los diseñadores generar nuevas opciones, más allá de lo que un humano solo podría crear, para llegar a un diseño eficaz. Como explica Lars Hesselgren: “Generative design is not about designing the building – Its’ about designing the system that builds a building.” (Diseño generativo no es diseñar un edificio, es diseñar el sistema que diseñe un edificio)
. Se puede decir que es un método para generar formas automáticamente a partir de la modificación de las variables que las definen. Detrás de esta modificación se esconden definiciones algorítmicas (en muchos casos muy complejas) que permiten acceder de un modo inteligente a un sinfín de formas con tan solo indicar las nuevas necesidades. El arte y el diseño generativo no son un modelo en el que el artista tiene control total de la pieza que está haciendo. Tampoco es un modelo en el que el software o la máquina tiene el control y diseña lo que quiere. Es más bien una forma de potenciar lo que el artista quiere hacer, a través de la computadora y de añadir aleatoriedad. para ahorrar tiempo y esfuerzo. La verdad es que los artistas generativos controlan de manera fácil y fluida tanto la magnitud como las ubicaciones de la aleatoriedad introducidas en la obra de arte. 	
El diseño esquema serían los parámetros o algoritmos que se usan para definir lo que se quiere diseñar. El medio para crear variaciones puede ser de forma análoga o a través de algún software de programación.
Más allá de simplemente crear posibilidades infinitas para un problema específico. Se trata de no observar tanto la solución, si no observar las causas del problema, ya que el gestionar de manera eficiente esas causas, podremos llegar a la mejor solución. De esta manera el diseño generativo se enfoca en crear una serie de reglas, algoritmos, o parámetros, que diseñarán esa pieza final. Pero es el diseñador de esos parámetros quién modifica e interviene para que la aleatoriedad y la cantidad de posibilidades que ofrezca el código sean las que él desea. 
Uno de los antecedentes más grandes de la programación, y por lo tanto del diseño generativo, es la industria textil. La programación no surgió cuando surgieron las computadoras. En realidad surgió como una forma de poder automatizar las máquinas que tejían patrones. De esta manera se podía tejer el mismo patrón cientos de veces de una manera más rápida y efectiva sin la necesidad de que alguien estuviera repitiendo el proceso. Es aquí donde vemos una primera relación relevante entre la programación y el diseño.
Diferentes artistas del siglo XX intentaron aproximarse al arte generativo desde un acercamiento mucho más análogo. Por ejemplo artistas como Vasili Kandinski, quien es considerado el precursor del arte abstracto y líder del expresionismo. Otra precursora es Anni Albers, perteneciente también a la Escuela de la Bauhaus, quien hizo una exploración en la construcción de patrones textiles a través del arte generativo. Durante finales de los años 90 John Maeda junto con un grupo de artistas e ingenieros empezaron el proyecto llamado “Design By numbers” que más tarde se convertiría , junto con la ayuda de Ben Fry y Casey Reas, en el software “Processing”. Processing hizo posible que cualquier persona en el mundo con una computadora tuviera acceso al arte generativo. Y no sólo eso, sino que también permitió que ya no se necesitara un hardware costoso y lo más importante, ya no es necesario ser un científico o ingeniero computacional para crear bocetos, prototipos y piezas de arte.	
La mayoría del diseño generativo, en el que los resultados podrían ser: imágenes, sonidos, modelos arquitectónicos, animación, etc., se basa en el modelado algorítmico y paramétrico. Es un método rápido de explorar las posibilidades de diseño que se utiliza en diversos campos de diseño como el arte, la arquitectura, el diseño de comunicaciones y el diseño de productos. Típicamente, el diseño generativo tiene:
- Un diseño esquema
- Un medio de crear variaciones
- Un medio de seleccionar resultados deseables

Algunos esquemas generativos usan algoritmos genéticos para crear variaciones. Algunos usan sólo números aleatorios. El diseño generativo se ha inspirado en los procesos del diseño natural, por lo que los diseños se desarrollan como variaciones genéticas a través de mutaciones y cruces. A diferencia de los conceptos establecidos hace mucho tiempo, como el arte generativo o el arte informático, el diseño generativo también incluye tareas particulares dentro del área del diseño, la arquitectura y el diseño del producto.
Dentro del diseño de la comunicación, las principales aplicaciones son la creación de gráficos de información, diagramas y diseños corporativos flexibles. El diseño generativo en arquitectura (también conocido como diseño computacional) se aplica principalmente para los procesos de búsqueda de formas y para la simulación de estructuras arquitectónicas.
El diseño generativo se enseña en muchas escuelas de arquitectura y está ganando terreno en la práctica arquitectónica y de diseño.
Definición de Celestino Soddu, 1992: "El diseño generativo es un proceso morfogenético que utiliza algoritmos estructurados como sistemas no lineales para resultados interminables únicos e irrepetibles realizados por un código de ideas, como en la Naturaleza".
Definición de Sivam Krish 2013: "El diseño generativo es la transformación de la energía computacional en energía de exploración creativa, capacitando a diseñadores humanos para explorar un mayor número de posibilidades de diseño dentro de restricciones modificables".

Una de las partes más importantes y distintivas que hace un modelo computacional generativo es el bucle de retroalimentación. La retroalimentación se extiende desde mecanismos simples, en los que el modelo toma su propia salida para entrada, a los relativamente complejos que incorporan rutinas de evaluación de diseño. Los métodos generativos tienen sus raíces profundas en el modelado dinámico del sistema y son, por naturaleza, procesos repetitivos donde la solución se desarrolla durante varias iteraciones de operaciones de diseño.